# 明加拉顿镇区
明加拉顿镇区，是缅甸仰光省明加拉顿县下辖的一个镇区。

## 历史沿革
2022年4月30日，明加拉顿镇区划归明加拉顿县管辖。